# D.O.
D.O. là một công ty Nhật Bản thuộc Yūto Group chuyên sản xuất và phát hành visual novel dành cho người lớn. Tuy được thành lập vào năm 1990, nhưng trước đó vào năm 1987 các nhân viên D.O. thuộc về một hãng sản xuất game tương tự là Adarutin, tuy nhiên do áp lực từ Tổ chức Đạo đức Phần mềm Máy tính (EOCS) trong giai đoạn này, họ đã tuyên bố giải tán công ty và một số đã thành lập hãng này vào ba năm sau đó. D.O là chữ viết tắt của "Digital Objet". Sau khi phát hành Reijou Club ~Dajoku no Torikoshuutachi~, công ty đã ngưng hoạt động đến ba năm sau mới cho ra mắt một phiên bản của Zoku Youjuusenki ~Shin Setsu Sajin no Mokushiroku~, một trò chơi khác của họ; và từ đó đến nay D.O. không còn phát hành tác phẩm nào nữa. Nhà văn cộng tác lâu nhất với D.O. tính đến năm 2009 là Hirosaki Yūi.
Tác phẩm tạo nên tên tuổi của D.O. là Kana ~Imouto~, do tiểu thuyết gia nổi tiếng Tanaka Romeo sáng tác.

## Tác phẩm
- Hoshi no Suna Monogatari (1991)
- Branmarker ~Shami=Risuni No Bouken~ (1991)
- DOR (1992)
- DOR Part 2 (1992)
- Hoshi no Suna Monogatari 2 (1992)
- DOR Part 3 (1992)
- Youjuu Senki A.D. 2048 (1993)
- Zoku Youjuusenki ~Shin Setsu Sajin no Mokushiroku~ (1993)
- Exterlien Custom (1994)
- Kanako-san no Yuuutsu (1994)
- Telephone Scandal (1994)
- Zatsuon Ryouiki (1994)
- Cybernoid Alpha (1995)
- Touch My Heart (1995)
- Hoshi no Suna Monogatari 3 (1995)
- Branmarker 2 (1995)
- Youjuu Senki 2 -Reimei no Senshi-tachi- (1995)
- Rouge no Densetsu (1996)
- Cry Sweeper (1996)
- Kimi ni Steady (1998)
- Sensei (1998)
- Kana ~Imouto~ (1999)
- Sensei 2 (2000)
- Hoshizora ☆ Planet (2000)
- Plastic Honeymoon (2001)
- Crescendo -Eien Dato Omotte Ita Ano Koro- (2001)
- Kazoku Keikaku (2001)
- Destiny (2002)
- Sumeragi no Miko-tachi (2002)
- Sensei 3 (2002)
- Restore (2003)
- Yukizakura (2003)
- Hard Love (2004)
- Uminomichi (2004)
- Saki no Love Love Honeymoon (2004)
- Natsu no Hitoshizuku (2004)
- Toshiaki (2005)
- Reijou Club ~Dajoku no Torikoshuutachi~ (2006)